# Efekt Mössbauera
Efekt Mössbauera (zjawisko Mössbauera) – zjawisko fizyczne polegające na rezonansowej emisji promieniowania gamma przez jądra atomów ciała stałego. Emisja taka poprzedzona jest absorpcją promieniowania o takiej samej częstości i ma charakter bezodrzutowy. Bezodrzutowość emisji jest spowodowana przez związanie emitującego atomu w sieci krystalicznej. Zjawisko to zostało odkryte w roku 1957 przez Rudolfa Mößbauera.

## Opis zjawiska

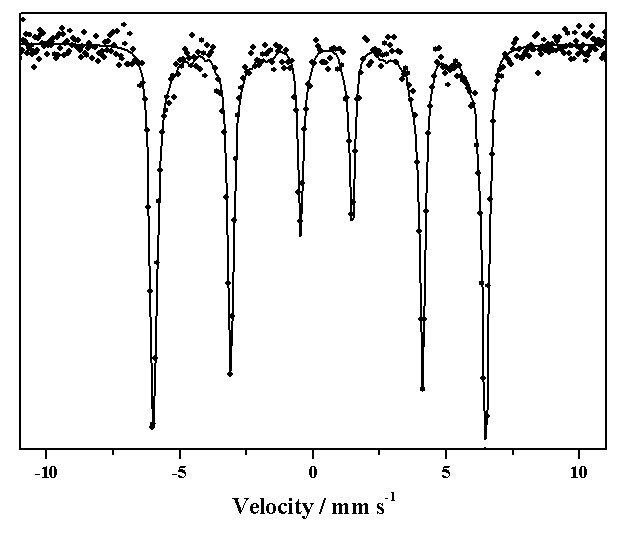
Widmo Mössbauera goethytu

Promieniowanie gamma jest wytwarzane przy przejściach jąder atomowych z niestabilnego stanu o wyższej energii do stanu o niższej energii. Wydzielona energia, równa różnicy energii obydwu stanów, rozdziela się pomiędzy energię emitowanego kwantu gamma i energię kinetyczną odrzutu emitującego atomu (zgodnie z zasadą zachowania pędu całkowity pęd po emisji musi pozostać taki sam, jak przed emisją). Jeśli ta „energia odrzutu” jest bardzo mała w porównaniu z całkowitą wydzieloną energią, to wyemitowany foton gamma ma energię dokładnie odpowiadającą różnicy energii pomiędzy poziomami energetycznymi jądra i może być pochłonięty przez inne jądro tego samego rodzaju.
Dodatkowa energia odrzutu jest także tracona podczas absorpcji, ponieważ absorbujące jądro przejmuje pęd pochłanianego fotonu. Aby więc zaszedł rezonans i pochłonięcie, ta energia odrzutu musi być odpowiednio mała, mniejsza niż szerokość połówkowa energii stanu wzbudzonego.
Energia kinetyczna odrzutu może być wyliczona z zasady zachowania pędu:
{\displaystyle |p_{R}|=|p_{\gamma }|,}
czyli
{\displaystyle p_{R}^{2}=p_{\gamma }^{2},}
gdzie:
{\displaystyle p_{R}} – pęd odrzutu,
{\displaystyle p_{\gamma }} – pęd fotonu gamma.
Jeżeli masa odrzucanego obiektu {\displaystyle M} pomnożona przez prędkość światła w próżni jest znacznie większa od jego pędu (jest to typowa sytuacja w wypadku przejść jądrowych), to możemy użyć nierelatywistycznego związku pomiędzy pędem a energia kinetyczną:
{\displaystyle E_{R}={\frac {p_{R}^{2}}{2M}}.}
Dla fotonu związek pomiędzy pędem a energią ma postać:
{\displaystyle E_{\gamma }=p_{\gamma }c.}
Wstawiając te związki do równania zachowania pędu, można wyliczyć energię kinetyczną odrzutu:
{\displaystyle 2ME_{R}={\frac {E_{\gamma }^{2}}{c^{2}}},}
{\displaystyle E_{R}={\frac {E_{\gamma }^{2}}{2Mc^{2}}}={\frac {(\hbar k)^{2}}{2M}}.}
Energia tracona na odrzut jest więc odwrotnie proporcjonalna do masy odrzucanego obiektu. Przykładowo dla pojedynczego jądra 57Fe (izotop często używany w spektroskopii Mössbauera) masa jądra {\displaystyle M} = 56,9354 u, energia fotonu {\displaystyle E_{\gamma }} =14,4 keV, czyli energia odrzutu jest rzędu 0,001 eV. Szerokość linii jest związana z czasem życia stanu wzbudzonego zasadą nieoznaczoności:
{\displaystyle \Delta E\cdot \tau =\hbar /2.}
Dla 57Fe czas życia stanu wzbudzonego wynosi około 1,4×10−7 s, co daje szerokość linii rzędu 2,5 neV, czyli wiele rzędów wielkości mniej, niż energia odrzutu. Absorpcja fotonu przez inne jądra tego samego izotopu nie będzie więc zachodziła.
W ciele stałym jądra atomowe są związane z siecią krystaliczną i nie są odrzucane w ten sam sposób, jak atomy wolne (na przykład w gazie). Energia odrzutu jest wydzielana jako energia drgań sieci krystalicznej, kwantowanych jako fonony. W szczególnym wypadku, jeżeli pęd odrzutu jest niewielki, energia może być przejęta przez całą sieć krystaliczną, bez wzbudzania jej drgań (bezfononowo). W tym wypadku masa {\displaystyle M} we wzorze na energię odrzutu jest równa masie całego kryształu, jest więc bardzo duża w porównaniu z energią fotonu, a powstający foton ma energię dokładnie równą energii wzbudzenia jądra, może więc być bezfononowo zaabsorbowany przez inne jądro związane w sieci krystalicznej.

## Zastosowanie
Ponieważ emitowane promieniowanie gamma ma bardzo wąski zakres częstotliwości, można użyć go jako precyzyjnej sondy do analizowania efektów oddziaływania jądra z polem elektromagnetycznym elektronów i innych atomów, powodujących niewielkie przesunięcia poziomów energetycznych w jądrze. Jest to podstawą spektroskopii Mössbauera. Polega ona na tym, że bada się zależność absorpcji fotonów w badanej próbce od prędkości jej ruchu względem źródła fotonów. Względny ruch zmienia, poprzez efekt Dopplera, energię fotonu w układzie absorbującego jądra, zmieniając prawdopodobieństwo jego rezonansowego pochłonięcia.
Bezfononowe przejścia optyczne zachodzą analogicznie do efektu Mössbauera, mogą być obserwowane w chromoforach związanych w sieciach krystalicznych w niskich temperaturach.